# Klara Geywitz
Klara Geywitz (Potsdam, 18 de febrero de 1976) es una política alemana, miembro del Partido Socialdemócrata de Alemania. Ha sido diputada en el Parlamento Regional de Brandeburgo desde 2004 a 2019. En 2021 asumió como ministra federal de Vivienda, Desarrollo Urbanístico y Construcción en el Gabinete Scholz hasta 2025.

## Biografía
Klara Geywitz nació en Potsdam en 1976, en la ex República Democrática Alemana y estudió Ciencia política en la Universidad de Potsdam.

## Carrera política
Geywitz se afilió al SPD en 1994. Desde 2004 a 2019, fue diputada del Parlamento Regional de Brandeburgo. Entre otras tareas, participó en el Comité de Presupuestos desde 2009 hasta 2014. Fue elegida en todas las elecciones por elección directa por el distrito de Potsdam.
Desde 2008 hasta 2013, Geywitz se desempeñó como vicepresidenta del SPD en Brandeburgo, bajo el liderazgo de su presidente, Matthias Platzeck. Entre 2013 y 2017, fue Secretaria General de la formación, durante la presidencia de Dietmar Woidke.
Formó arte de la delegación que negoció el gabinete de la canciller Angela Merkel con vistas a la formación e un nuevo Gobierno, tras las elecciones federales de 2017.
En las elecciones primarias a la dirección del SPD en 2019, Geywitz anunció su intención de postularse para el cargo de copresidente junto a Olaf Scholz. En la última ronda de votación, Norbert Walter-Borjans y Saskia Esken ganaron la nominación con el 53% de los votos, derrotando a Geywitz y Scholz, que obtuvieron solo el 45 % del apoyo de las bases del partido. Sin embargo, en la convención nacional de la formación en 2019, Geywitz fue elegida para formar parte del órgano máximo, en el que figuran cinco personas como copresidentes, entre ellas Saskia Esken y Norbert Walter-Borjans, junto a Hubertus Heil, Kevin Kühnert, Serpil Midyatli y Anke Rehlinger.
En 2021 asumió como Ministra Federal de Vivienda, Urbanismo y Edificación en el Gabinete Scholz.

## Otras actividades

### Consejos de administración
- Deutsche Druck - und Verlagsgesellschaft (DDVG), Miembro de la Junta de Supervisión[8]

### Organizaciones sin fines de lucro
- Fundación para el polaco-alemán de Cooperación, Miembro de la Junta directiva[9]
- Leo Baeck de la Fundación, Miembro de la Junta de Síndicos[10]

## Vida personal
Geywitz está casada y tiene tres hijos.